# 技術基準適合認定
技術基準適合認定（ぎじゅつきじゅんてきごうにんてい）とは、端末機器が電気通信事業法令の技術基準に適合していることを認定することである（電気通信事業法第53条）。総務省令端末機器の技術基準適合認定等に関する規則（ 以下「認定規則」と略す。）により実施される。類似制度として、電波法上の無線設備に対する技術基準適合証明という制度がある。

## 概要
電気通信事業法施行以前に行われていた無線機器の技術基準適合証明を端末機器にも適用したものといえる。広義には、下記の設計認証（せっけいにんしょう）（電気通信事業法第56条）および技術基準適合自己確認（ぎじゅつきじゅんてきごうじこかくにん）（同法第63条）が含まれる。技術基準適合認定（設計認証を含む。）は、総務大臣の登録を受けた認定機関が実施する。技術基準適合認定、設計認証または技術基準適合自己確認を行った端末機器は、それぞれ認定規則に定める表示をすることができる。

### 沿革
- 1985年（昭和60年） 通信自由化に伴い、電気通信事業法が施行された。
  - 郵政省令端末機器の技術基準適合認定に関する規則（現 認定規則）施行により開始された。
- 1999年（平成11年） 「設計についての認証」と「承認認定機関」の制度が導入された。
  - 設計についての認証とは、下記の設計認証のことである。
  - 承認認定機関とは、日本向けの端末機器を取り扱う外国業者に対し、技術基準適合認定または設計認証と同様の審査を行えると郵政大臣（現 総務大臣）が承認した外国機関である。
- 2003年（平成15年） 国内認定機関が指定制から登録制となった。
  - 指定認定機関は、国の事務を代行する立場にあり、役職員には公務員と同等の秘密保持義務もあった。
  - 登録認定機関は、中立な民間機関と位置づけられ、国は審査方法等に問題がある場合には改善命令等の事後措置を講じることになる。技術基準適合認定等に関し秘密保持や責任関係等について条件を設定することは申請者の責任である。
- 2004年（平成16年） 技術基準適合自己確認の制度が導入された。

## 対象機器
対象となる端末機器は、認定規則第3条第1項の各号に定められる。
2013年（平成25年）3月28日以降は以下の種類である。
これらの機器は電気通信回線に接続する前に技術基準適合認定を受けなければならない。
1. アナログ電話用設備（電気通信事業の用に供する電気通信回線設備であって、主として音声の伝送交換を目的とする電気通信役務の用に供するものをいう。）又は移動電話用設備（電話用設備であって、端末設備又は自営電気通信設備との接続において電波を使用するものをいう。）に接続される電話機、構内交換設備、ボタン電話装置、変復調装置、ファクシミリその他総務大臣が別に告示する端末機器（第三号に掲げるものを除く。）
2. インターネットプロトコル電話用設備（電話用設備（電気通信番号規則第9条第1項第1号 に規定する電気通信番号を用いて提供する音声伝送役務の用に供するものに限る。）であって、端末設備又は自営電気通信設備との接続においてインターネットプロトコルを使用するものをいう。）に接続される電話機、構内交換設備、ボタン電話装置、符号変換装置（インターネットプロトコルと音声信号を相互に符号変換する装置をいう。）、ファクシミリその他呼の制御を行う端末機器
3. インターネットプロトコル移動電話用設備（移動電話用設備（電気通信番号規則第9条第1項第3号 に規定する電気通信番号を用いて提供する音声伝送役務の用に供するものに限る。）であって、端末設備又は自営電気通信設備との接続においてインターネットプロトコルを使用するものをいう。）に接続される端末機器
4. 無線呼出用設備（電気通信事業の用に供する電気通信回線設備であって、無線によって利用者に対する呼出し（これに付随する通報を含む）を行うことを目的とする電気通信役務の用に供するものをいう。）に接続されるもの
5. 総合デジタル通信用設備（電気通信事業の用に供する電気通信回線設備であって、主として64kbpsを単位とするデジタル信号の伝送速度により符号、音声その他の音響又は影像を統合して伝送交換することを目的とする電気通信役務の用に供するものをいう。）に接続されるもの
6. 専用通信回線設備（電気通信事業の用に供する電気通信回線設備であって、特定の利用者に当該設備を専用させる電気通信役務の用に供するものをいう。）又はデジタルデータ伝送用設備（電気通信事業の用に供する電気通信回線設備であって、デジタル方式により専ら符号又は影像の伝送交換を目的とする電気通信役務の用に供するものをいう。）に接続されるもの

これらをまとめていえば電話、携帯電話、ファックス、モデムなど電気通信回線設備の一端に接続される通信機器で、電気通信事業者のサービスを受けるために回線に接続して通信を行う機能を持つ機器全般を指す。なお、携帯電話、コードレス電話など無線機器でもあるものには、技術基準適合証明も必要となる。

## 技術基準適合認定
登録認定機関が申請された端末機器に試験を実施し、個体ごとに異なる技術基準適合認定番号を付与する。申請は誰でも行うことができるが、他制度の導入後はほとんど用いられていない。

## 設計認証

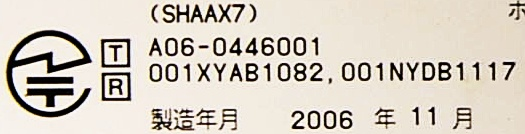
設計認証番号の表示例（上段）
下段の二つは技術基準適合証明の工事設計認証番号

登録認定機関が申請された端末機器について試験を実施するほか、工場での生産体制が機器を製造するにあたり設計に合致することを確保することができるかについても審査を行い、設計認証番号を付与する。認証を受けた設計と同一に作られる端末機器は、同じ番号を表示できる。
設計認証の申請は、端末機器の製造、販売、輸入、修理、点検、加工等の業者が行うことができる量産品向けの制度であり、導入後はこの制度が主流となっている。
設計認証を受けた者は「認証取扱業者」と呼ばれ、「設計合致義務」（生産品が認証を受けた設計通りに製造されることを保証する義務）及び「検査記録」（製造過程において、生産品が認証を受けた設計に合致していることを確認する記録）の作成と保管が義務づけられる。

## 技術基準適合自己確認
特定端末機器（端末機器の技術基準、使用の態様等を勘案して、電気通信回線設備を利用する他の利用者の通信に著しく妨害を与えるおそれが少ないもの）について、製造業者・輸入業者みずからが検証・試験を実施して総務大臣に届け出る制度である。
総務大臣から届出番号が付与され、設計が同じ端末機器は、同じ番号を表示できる。
特定端末機器の種別は、認定規則第3条第2項に原則として端末機器すべてを特定端末機器としている。

## 表示
技術基準適合認定、設計認証または技術基準適合自己確認のなされた端末機器には、認定規則様式第7号（認定）または様式第14号（自己確認）に基づく表示が義務付けられる。
ここで、技術基準適合認定番号または設計認証番号においては先頭、識別番号（最初の6文字は届出番号）においては7文字目に付される端末機器の種別に於ける記号を次表に記す。
| 記号 | 種別                                          |
| ---- | --------------------------------------------- |
| A    | 電話用設備                                    |
| B    | 無線呼出用設備                                |
| C    | 総合デジタル通信用設備                        |
| D    | 専用通信回線設備又はデジタルデータ伝送用設備  |
| E    | インターネットプロトコル電話用設備(IP電話)    |
| F    | インターネットプロトコル移動電話用設備(VoLTE) |

- 二以上の機器が構造上一体となっているものは記号が列記される。
- 認定機関の記号は、技術基準適合認定番号および設計認証番号の末尾3字である。

## 認定機関
2022年（令和4年）6月現在、登録認定機関は11法人、過去に登録認定機関であったのは4法人。
| 名称                                                | 記号 | 旧記号 | 備考                                            |
| --------------------------------------------------- | ---- | ------ | ----------------------------------------------- |
| 一般財団法人電気通信端末機器審査協会(JATE)          | 001  | JP     | 1985年4月登録                                   |
| 株式会社ディーエスピーリサーチ(DSPR)                | 003  | JPB    | 2002年10月登録                                  |
| 株式会社ケミトックス †                              | 004  | JPC    | 2003年9月登録、2011年3月廃止                    |
| テュフ・ラインランド・ジャパン株式会社(TUVR)        | 005  | JPA    | 2002年8月登録                                   |
| 株式会社アールエフ・テクノロジー †                  | 006  |        | 2007年3月登録、2008年3月廃止                    |
| 株式会社UL Japan                                    | 007  |        | 2014年3月登録                                   |
| 株式会社コスモス・コーポレイション                  | 008  |        | 2008年9月登録                                   |
| 株式会社イー・オータマ †                            | 010  |        | 2012年9月登録、2016年7月廃止                    |
| テュフズードジャパン株式会社                        | 011  |        | 旧名・テュフズードザクタ株式会社、2018年9月登録 |
| EMCC DR．RASEK Japan †                              | 015  |        | 2012年10月登録、2014年1月廃止                   |
| 株式会社認証技術支援センター                        | 018  |        | 2013年9月登録                                   |
| 一般財団法人テレコムエンジニアリングセンター(TELEC) | 019  |        | 2014年7月登録                                   |
| 一般社団法人タコヤキ                                | 020  |        | 2016年7月登録                                   |
| ビューローベリタスジャパン株式会社                  | 022  |        | 2017年11月登録                                  |
| DEKRAサーティフィケーション・ジャパン株式会社       | 023  |        | 2022年6月登録                                   |

承認認定機関は、特定機器に係る適合性評価手続の結果の外国との相互承認の実施に関する法律にいう外国適合性評価機関として、総務大臣が公示する。
2019年（平成31年）4月現在、承認認定機関は次の1法人。
| 名称及び国名                                   | 記号 | 備考                                                                  |
| ---------------------------------------------- | ---- | --------------------------------------------------------------------- |
| Element Materials Technology Warwick Ltd（英） | 205  | 旧称KTL、TRaC Telecoms & Radio Ltd （かつては登録外国適合性評価機関） |

2021年（令和3年）2月現在、登録外国適合性評価機関は次の9法人。
| 名称及び国名                                 | 記号 | 備考 |
| -------------------------------------------- | ---- | ---- |
| TELEFICATION B.V（蘭）                       | 201  |      |
| CETECOM ICT Services GmbH（独）              | 202  |      |
| PHOENIX TESTLAB GmbH（独）                   | 204  |      |
| Siemic,Inc.（米）                            | 208  |      |
| MiCOM Labs（米）                             | 210  |      |
| Bay Area Compliance Laboratories Corp.（米） | 211  |      |
| CETECOM GmbH（独）                           | 215  |      |
| Timco Engineering, Inc.（米）                | 217  |      |
| KL-Certification GmbH（独）                  | 219  |      |

## 認定員
認定機関には、電気通信事業法第91条第2項の規定による認定員を置かねばならない。要件は同法別表第1による。
1. 大学（短期大学を除く。）若しくは旧制大学で電気工学若しくは通信工学に関する科目を修めた卒業者又は電気通信主任技術者で、技術基準適合認定若しくは設計認証又は端末機器の試験、調整若しくは保守の業務に従事した1年以上の経験（以下「業務経験」という。）
2. 短期大学若しくは高等専門学校若しくは旧制専門学校で電気工学又は通信工学に関する科目を修めた卒業者で、3年以上の業務経験
3. 大学に相当する外国の学校で電気工学又は通信工学に関する科目を修めた卒業者で、1年以上の業務経験
4. 短期大学又は高等専門学校に相当する外国の学校で電気工学又は通信工学に関する科目を修めた卒業者で、3年以上の業務経験

## 件数・台数
|                                                                 | 認定件数                        | 認定件数   | 認定件数            | 認定件数                                  | 認定件数 | 認定端末 機器数 |
| アナログ電話用 又は移動電話用                                   | インターネット プロトコル電話用 | 無線呼出用 | 総合デジタル 通信用 | 専用通信回線設備 又はデジタルデータ伝送用 |          | 認定端末 機器数 |
| --------------------------------------------------------------- | ------------------------------- | ---------- | ------------------- | ----------------------------------------- | -------- | --------------- |
| 平成15年度                                                      | 100                             | —          | 0                   | 18                                        | 84       | 159             |
| 平成16年度                                                      | 572                             | —          | 1                   | 127                                       | 543      | 1029            |
| 平成17年度                                                      | 564                             | —          | 1                   | 110                                       | 506      | 959             |
| 平成18年度                                                      | 589                             | —          | 2                   | 97                                        | 470      | 942             |
| 平成19年度                                                      | 609                             | —          | 1                   | 79                                        | 548      | 986             |
| 平成20年度                                                      | 657                             | —          | 0                   | 80                                        | 672      | 1078            |
| 平成21年度                                                      | 513                             | —          | 0                   | 51                                        | 652      | 931             |
| 平成22年度                                                      | 389                             | —          | 0                   | 29                                        | 727      | 869             |
| 平成23年度                                                      | 413                             | 7          | 0                   | 33                                        | 743      | 909             |
| 平成24年度                                                      | 370                             | 21         | 0                   | 21                                        | 743      | 872             |
| 平成25年度                                                      | 343                             | 34         | 1                   | 36                                        | 855      | 1269            |
| 総務省情報通信統計データベース 端末機器技術適合認定件数による。 |                                 |            |                     |                                           |          |                 |